# مقاطعة أستي

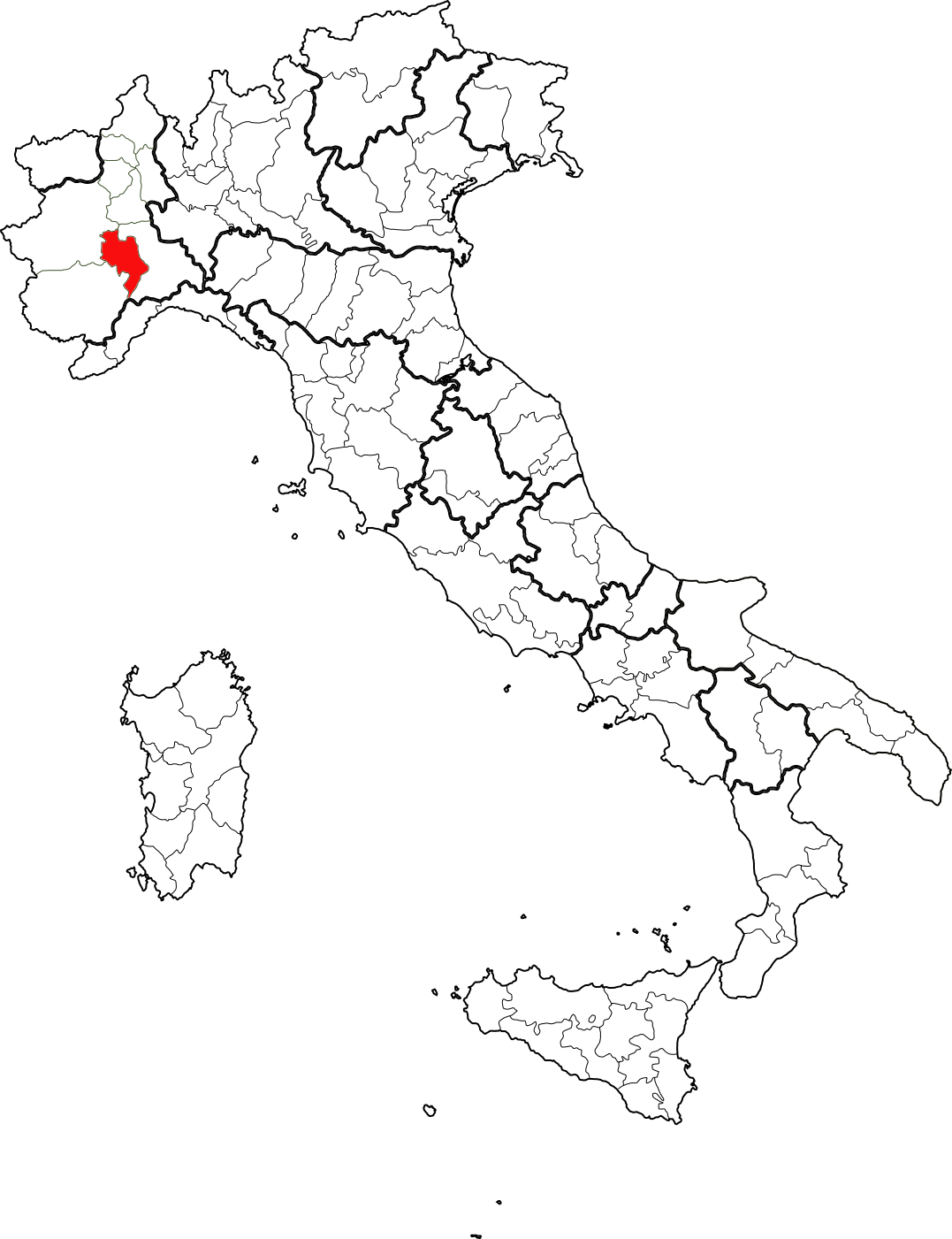
موقع مقاطعة أستي

مقاطعة أستي (بالإيطالية: Provincia di Asti)‏، مقاطعة إيطالية في إقليم بييمونتي سكانها حوالي من 206,265 نسمة ومساحتها 1504.5 كيلومتر مربع ويوجد بها 118 بلدية، عاصمتها مدينة أستي، يحدها من الشمال الغربي مقاطعة تورينو، وشرقا مقاطعة ألساندريا، جنوبا إقليم ليغوريا (مقاطعة سافونا)، وغربا مقاطعة كونيو.
قد انشأت بمرسوم الملكي رقم 297 في الأول من نيسان أبريل عام 1935، في عهد فيتوريو إمانويلي الثالث، وذلك بفصلها عن مقاطعة ألساندريا.
و أستي هي مقاطعة الزراعية بالأساس.

## توأمة
لمقاطعة أستي اتفاقيات توأمة مع:
- مقاطعة ميامي داد